# 高尺天空巨蛋
高尺天空巨蛋（：／ Gocheok seukaidom */?），是韓國的一座巨蛋，位於首爾特別市九老區高尺洞，本球場主要用於舉行棒球賽事，並可作為KPOP演唱會和粉丝见面会等多用途使用。本場地舉辦棒球比賽時可容納18,000人，當舉行演唱會時最多可容納25,000人，於2015年完工並啟用，2016年起為韓國職棒培證英雄隊的主場。

## 設施簡介
原先設計為業餘的棒球場，但後來因為幾次的計畫變更，才有了現在的雛型，成為韓國首座巨蛋，由於附近緊鄰馬路、高架橋及河川地，因此整座巨蛋為狹長型，整座巨蛋共有兩層，內野和外野各有一入口，由於設計的關係，因此內野和外野並不能相通，內野又分成普通席、餐桌席、鑽石席、包廂席、VIP席及無障礙席，共有17,000個座位，演唱會時可容納22,000人。

## 重要紀錄
- 首場比賽：2015年9月15日，首爾大學棒球隊 v.s. 韓國女子國家隊友誼賽
- 首場演唱會：2015年10月10日，韓國男子團體EXO演唱會
- 首場國際賽事：2015年11月4日，2015年世界棒球12強賽熱身賽，韓國隊 v.s. 古巴隊
- 韓國職棒首戰：2016年4月1日，耐克森英雄 v.s. 樂天巨人
- 韓國職棒全明星賽：2016年
- 首場電競賽事： 2023年11月19日，英雄联盟2023赛季全球总决赛決賽
- 首場美國職棒大聯盟例行賽：2024年3月20日、21日，洛杉磯道奇 v.s. 聖地牙哥教士 開幕戰[1]

## 國際賽事
- 2017年世界棒球經典賽－A組
- 2019年世界棒球12強賽預賽－C組

## KPOP音樂相關活動
- 2015年10月10日，EXO演唱會
- 2015年12月30日，KBS歌謠盛典
- 2016年11月12、13日，防彈少年團演唱會
- 2016年11月19日，Melon甜瓜音樂獎
- 2017年1月7日、8日，BIGBANG演唱會
- 2017年2月18、19日，防彈少年團演唱會
- 2017年8月7日，Wanna One演唱會
- 2017年9月23日，水晶男孩演唱會
- 2017年11月24日、25日、26日EXO演唱會
- 2017年12月2日，Melon甜瓜音樂獎
- 2017年12月8、9、10日，防彈少年團演唱會
- 2017年12月25日，SBS歌謠大戰
- 2017年12月30日、31日，BIGBANG演唱會
- 2018年1月13日、14日，防彈少年團演唱會
- 2018年1月25日，首爾歌謠大賞
- 2018年6月1日、2日、3日，Wanna One演唱會
- 2018年7月13日、14日、15日EXO演唱會
- 2018年12月1日，Melon甜瓜音樂獎
- 2018年12月25日，SBS歌謠大戰
- 2019年1月5日、6日，金唱片大賞
- 2019年1月15日，首爾歌謠大賞
- 2019年1月24日、25日、26日、27日，Wanna One演唱會
- 2019年8月27日，X1出道SHOW-CON
- 2019年11月30日，Melon甜瓜音樂獎
- 2020年1月4日、5日，金唱片大賞
- 2020年1月30，首爾歌謠大賞
- 2021年12月17日、18日、19日，NCT 127演唱會
- 2022年1月8日，金唱片大賞
- 2020年1月23日，首爾歌謠大賞
- 2022年12月24日，SBS歌謠大戰
- 2022年6月25日、26日，SEVENTEEN演唱會
- 2023年6月1日~6月3日，NCT DREAM演唱會
- 2023年7月21日、22日，SEVENTEEN演唱會
- 2023年8月15日，ZEROBASEONE演唱會
- 2023年9月16日、17日，BLACKPINK演唱會
- 2023年10月21日、22日，Stray Kids演唱會
- 2024年7月23日、24日，SEVENTEEN演唱會
- 2024年11月29日~12月1日，NCT Dream 演唱會
- 2025年1月18日~1月19日，NCT 127演唱會
- 2025年11月21日~11月22日，PLAVE演唱會

## 首爾地鐵
●首都圈電鐵1號線：九一站2號出口，出站後步行約650公尺。

## 外部連結
- 高尺天空巨蛋在台灣棒球維基館上的頁面（繁體中文）
- 官方网站 

| 前任： · 美国舊金山 · 大通银行中心 | 英雄联盟全球总决赛 举办场地 2023年 | 繼任： · 英国倫敦 · O2體育館 |

1. ↑  MLB：来年3月、ソウル高尺スカイドームに日本のスーパースターが勢ぞろい （页面存档备份，存于） - 朝鮮日報 2023年12月25日